# Bu Hua
Pour les articles homonymes, voir BU.
Dans ce nom chinois, le nom de famille, Bu, précède le nom personnel.
 (mars 2019).
Bu Hua, née en 1973, est une artiste numérique basée à Pékin, en Chine, surtout connue pour ses travaux en animation flash,,.
Bu Hua est née en 1973. Fille d'un artiste de gravures bien connu, Bu a été initiée très tôt à l'art. En 1983, à l'âge de 10 ans, sa peinture Sun Bird Flower and I a été sélectionnée par la Poste Chinoise et publiée sous la forme d'un timbre lors d'une élection de peintures d'enfants. Quelques années plus tard, en 1985, le Centre des arts de Hong Kong accueillait un petit mur d’exposition sur le travail de Bu.

## Carrière
Bien que Bu ait étudié la peinture à l'université, elle a découvert sa passion pour l'animation grâce à son intérêt pour le cinéma et a découvert que « Flash peut aider les gens à réaliser leur rêve de devenir cinéaste ». Pionnière de l’utilisation du logiciel de Flash Animation, son animation Cat  est devenue virale à sa sortie en 2002.
Influencée par le travail de William Kentridge en Allemagne, elle espérait combiner de la même manière dessin, peinture et animation. Ces dernières années, elle a développé un personnage central dans un certain nombre de ses vidéos et illustrations, basée sur elle-même dans son enfance. À travers la perspective de cette figure d'alter ego, son travail explore le paysage social tulmultueux. « Dans la Chine moderne, comment ne pas être influencé par cette fusion de l'Occident et de l'Orient, cette invasion culturelle et ce soft power ? Je ne fais que refléter cette réalité ».

## Travaux
- Chat (2002), Flash [4]
- Croissance sauvage (2008), Flash [9]
- L'été de Maomao [10]
- Sagesse , livre d'images